# Divadlo Point
Divadlo Point je české amatérské divadlo působící v Prostějově. Bylo založeno v roce 2005 původně jako studentské divadlo pod Gymnáziem Jiřího Wolkera a věnuje se jak autorské tvorbě, tak inscenování děl českých i zahraničních dramatiků. Za dobu své existence představilo přibližně tři desítky inscenací. Soubor vytváří i originální kabarety, kterých uvedl celkem 17. Principálem divadla je MgA. Aleš Procházka.
Kromě divadelní činnosti se angažuje v lektorské činnosti na filmových táborech, pořádání studentských majálesů a spolupořádání divadelních festivalů. Soubor se pravidelně účastní soutěžních přehlídek na krajské i mezinárodní úrovni. Vstupné v divadle je dobrovolné.

## Historie
Do roku 2017 sídlilo v prostorách bývalé šicí dílny na Olomoucké ulici. Od roku 2018 má pak svou jedinou scénu v budově bývalé základní školy na Husově náměstí v Prostějově. Od založení působilo při Gymnáziu Jiřího Wolkera, které jej financovalo, a to až do roku 2022, kdy byl pro správu divadla založen samostatný spolek.
Za dobu své existence prošlo divadlem mnoho začínajících herců, z nichž někteří pokračovali v profesionální kariéře. Mezi ně patří například Miroslav Ondra (Městské divadlo Brno a JAMU), Robert Finta (Národní divadlo moravskoslezské) nebo Nina Horáková (Městská divadla pražská).

## Inscenace
- 2003 – Via Crucis – Křižáci (A. Procházka, M. Ondra, V. Peštuka)
- 2004 – Čajzni škváru, Olivere! (A. Procházka, M. Ondra, V. Lužný)
- 2005 – Piky piky na hlavu aneb Pan Posleda, přítel študáků (A. Procházka, M. Ondra)
- 2005 – Studna světců (J. M. Synge)
- 2006 – Ostrov pokladů (R. L. Stevenson)
- 2007 – Švédský stůl (D. Drábek)
- 2008 – Plán R (J. Hyndrich)
- 2008 – Strakonický dudák aneb O naplněném snu (J. K. Tyl)
- 2009 – Kramářská píseň o dvou osobách ženských (hudba A. Prokop)
- 2009 – Balada o očích topičových (J. Wolker, A. Procházka, hudba K. Štulo)
- 2009 – Strašidlo cantervillské (O. Wilde)
- 2010 – Nahý Wolker (J. Wolker, A. Procházka, hudba K. Štulo)
- 2011 – Umění milovat podle Ovidia (P. O. Nasó, A. Procházka)
- 2011 – Druhý výstřel (R. Thomas)
- 2012 – Mlsota (F. Lorbeer)
- 2012 – Velká policejní pohádka (K. Čapek, Š. Gajdoš)
- 2012 – Hotel Palermo (Š. Gajdoš)
- 2012 – Koupačka (C. Michel)
- 2012 – Velký šéf (W. Allen, M. F. Smékalová)
- 2013 – Kocourkovské právo (H. Sachs)
- 2013 – Testosteron (A. Saramonowicz)
- 2005–2013 – Kabarety Divadla Point
- 2014 – Baskervillská bestie (A. C. Doyle, A. Procházka a kol.)
- 2014 – Denis Doll (J. Bajer)
- 2014 – Tom Sawyer (V. Renč, M. Twain, A. Procházka)
- 2015 – E=mc2, lásko moje (P. Cauvin, A. Procházka)
- 2016 – Maturanti (M. Randár)
- 2017 – Finding amerika: Gangsteři z našeho oddílu
- 2019 – Miluju svůj mobil (V. Klimáček)
- 2019 – Charleyova teta (B. Thomas)
- 2019 – Když se zhasne (R. Vencl, M. Doleželová)
- 2022 – Britney goes to heaven (P. Kolečko)
- 2022 – Love you truly (J. Montorio)
- 2023 – Encyklopedie akčního filmu (T. Dianiška)
- 2023 – Švédský stůl (D. Drábek)
- 2023 – Cesta kolem světa (J. Janků)
- 2024 – Jako naprostý šílenci (W. Mastrosimone)
- 2024 – Breakfast club